# Francesca Lindh

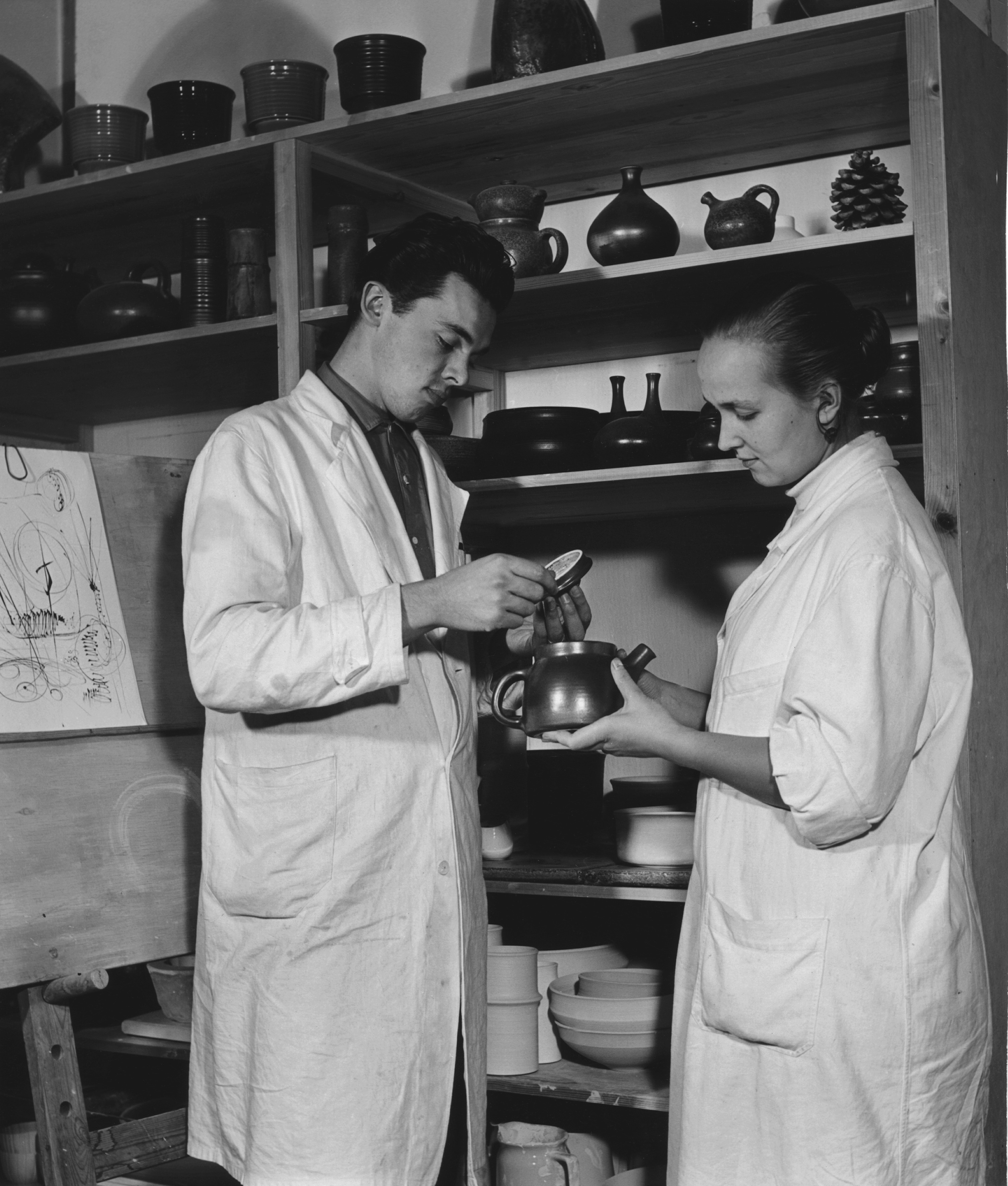
Richard och Francesca Lindh år 1956.

Francesca Sigrid Rosina Lindh, född Mascitti 3 augusti 1931 i Anversa degli Abruzzi, Italien, är en finländsk keramiker.
Lindh är dotter till Karin Slotte och Francesco Mascitti. Hon kom till Finland som 16-åring och studerade 1946–1948 vid Liceo Artistico delle belle Arti i Rom samt 1949–1952 vid Konstindustriella läroverket i Helsingfors. Åren 1953–1955 drev hon tillsammans med sin man Richard Lindh en keramikateljé i Helsingfors. Hon var från 1955 knuten till Arabia där hon arbetade fram till och med 1989.
I sin konst förenade Lindh många tekniker och svåra material. I hennes fat och vaser användes bland annat porslin, stengods och chamott. Linds keramik kännetecknas av sträv yta och jord- och naturnära färger. Föremålen är ibland dekorerade med blomster- och växtavtryck. På 1970-talet började Lindh framställa väggreliefer och fristående skulpturer, med en mer abstrakt dekor än hennes tidigare föremål. Hennes kryddburkar togs upp på Arabias tillverkningsprogram och blev en populär produkt.
Efter sin verksamhet vid Arabia har Lindh bland annat ägnat sig åt måleri och smyckekonst, där hon kombinerat olika typer av stenar och metaller. Hon har en gemensam ateljé med sin dotter i Borgå.
Lindh har tillsammans med sin man genomfört flera uppmärksammade utställningar både i Finland såväl och andra länder, bland annat i Bryssel, Cannes, Milano och New York. Hon har belönads med flera internationella priser från 1950- till 1980-talet.
Lindhs arbete finns presenterat vid flera museer världen över, bland annat Designmuseet i Helsingfors, Museo Internationale delle Ceramiche i Faenza, Museum of Contemporary Art i New York, Arabiamuseet i Helsingfors, Nationalmuseum i Stockholm och Musée des Arts décoratifs i Paris. En retrospektiv utställning med namnet "Arbetsglädje" hölls i Arabias museum 2001 och innehöll Lindhs keramik från fem decennier.